# Pristomerus inaequidens
Pristomerus inaequidens är en stekelart som beskrevs av Dasch 1979. Pristomerus inaequidens ingår i släktet Pristomerus och familjen brokparasitsteklar. Inga underarter finns listade i Catalogue of Life.